# Al-Mahalah SC Trípoli
L'Al-Mahalah SC Trípoli (àrab: نادي المحلة الرياضي, Nādī al-Maḥalla ar-Riyāḍī, ‘Club Esportiu d'al-Mahal·la’) és un club libi de futbol de la ciutat de Trípoli. El club va ser fundat l'any 1977.

## Palmarès
- Lliga líbia de futbol:[1]
  - 1998, 1999

- Supercopa líbia de futbol:
  - 1998